# Đường cao tốc ở Hàn Quốc

Hệ thống đường cao tốc trên toàn lãnh thổ Hàn Quốc

Đường cao tốc ở Hàn Quốc (tiếng Hàn: 대한민국의 고속도로; Hanja: 大韓民國의 高速道路; Romaja: Daehanmingukui gosokdoro), tên chính thức được gọi là Đường cao tốc Quốc gia (tiếng Hàn: 고속국도; Hanja: 高速國道; Romaja: Gosokgukdo) do Tổng công ty Đường cao tốc Hàn Quốc điều hành và khai thác. Ban đầu nó được đánh số theo thứ tự xây dựng. Kể từ ngày 24 tháng 8 năm 2001, nó đã được đánh số gần giống với sơ đồ của Hệ thống Xa lộ Liên tiểu bang ở Mỹ; các biểu tượng của Đường cao tốc Hàn Quốc đặc biệt giống với biểu tượng hình lá chắn của đường quốc lộ Hoa Kỳ; và có màu giống lá chắn Liên tiểu bang với màu đỏ, trắng và xanh dương, đó là màu cờ của Hàn Quốc. Nhiều tuyến đường cao tốc đi qua khu dân cư đông đúc được lắp những tấm rào chắn lớn ở ven đường để giữ an toàn, giảm ô nhiễm khói bụi và tiếng ồn ảnh hưởng đến khu dân cư.
- Các tuyến chính được ký hiệu bằng số có hai chữ số, các tuyến Bắc - Nam có số lẻ và các tuyến Đông - Tây có số chẵn. Số tuyến của các tuyến chính có số cuối là 5 hoặc 0, trong khi số tuyến các tuyến phụ kết thúc bằng các chữ số khác.
- Các tuyến nhánh có số tuyến gồm ba chữ số, trong đó hai chữ số đầu tiên khớp với số tuyến của tuyến chính.
- Các tuyến vành đai có số tuyến gồm ba chữ số trong đó chữ số đầu tiên khớp với mã bưu chính của thành phố tương ứng.
- Số tuyến từ 70 đến 99 không được sử dụng ở Hàn Quốc; nó sẽ được dành để chỉ định trong trường hợp sau sự kiện thống nhất hai miền bán đảo Triều Tiên.
- Đường cao tốc Gyeongbu vẫn giữ tên gọi là Đường số 1, vì đây là đường cao tốc đầu tiên và quan trọng nhất của Hàn Quốc.

## Danh sách đường cao tốc
Kể từ năm 2022, các tuyến đường cao tốc của Hàn Quốc như sau:
- Thông tin về điểm đầu, điểm cuối và chiều dài của đường cao tốc được chỉ định và mở trước năm 2015 dựa trên Thông báo về chỉ định tuyến đường số 2015-181 của Bộ Đất đai, Cơ sở hạ tầng và Giao thông vận tải.[1]
- Tô nền đỏ là không được thông xe

| Số tuyến                                                                | Tên | Điểm bắt đầu                                                                      | Điểm kết thúc                                                                    | Chiều dài | Ghi chú                                   |
| ----------------------------------------------------------------------- | --- | --------------------------------------------------------------------------------- | -------------------------------------------------------------------------------- | --------- | ----------------------------------------- |
|                                                                         | Đường cao tốc Gyeongbu | Guseo-dong, Geumjeong-gu, Busan                                                   | Yangjae-dong, Seocho-gu, Seoul (Yangjae IC)                                      | 416,1 km  |                                           |
|                                                                         | Đường cao tốc Namhae | Eungok-ri, Haksan-myeon, Yeongam-gun, Jeollanam-do (W.Yeongam IC)                 | Seongsan-ri, Haeryong-myeon, Suncheon-si, Jeollanam-do (Haeryong IC)             | 106,8 km  |                                           |
| Dongsan-ri, Seo-myeon, Suncheon-si, Jeollanam-do (W.Suncheon IC)        | Đường cao tốc Namhae | Deokcheon-dong, Buk-gu, Busan (Deokcheon IC)                                      | 166,3 km                                                                         |           |                                           |
|                                                                         | Đường cao tốc Muan–Gwangju | Piseo-ri, Mangun-myeon, Muan-gun, Jeollanam-do (Muan Airport IC)                  | Unsu-dong, Gwangsan-gu, Gwangju (Unsu IC)                                        | 41,3 km   | Xem thêm: Đường cao tốc số 12 (Hàn Quốc)  |
| Đường cao tốc Gwangju–Daegu                                             | Munheung-dong, Buk-gu, Gwangju (Munheung JC) | Bonri-ri, Okpo-eup, Dalseong-gu, Daegu (Okpo JC)                                  | 176,0 km                                                                         |           | Xem thêm: Đường cao tốc số 12 (Hàn Quốc)  |
|                                                                         | Đường cao tốc Hamyang–Ulsan | Masan-ri, Jigok-myeon, Hamyang-gun, Gyeongsangnam-do                              | Samjeong-ri, Cheongnyang-eup, Ulju-gun, Ulsan                                    | 144,6 km  |                                           |
|                                                                         | Đường cao tốc Seohaean | Maekpo-ri, Samhyang-eup, Muan-gun, Jeollanam-do (Jungnim JC)                      | Doksan-dong, Geumcheon-gu, Seoul (Geumcheon IC)                                  | 336,6 km  |                                           |
|                                                                         | Đường cao tốc Ulsan | Dongbu-ri, Eonyang-eup, Ulju-gun, Ulsan (Eonyang JC)                              | Mugeo-dong, Nam-gu, Ulsan (Ulsan IC)                                             | 14,3 km   |                                           |
|                                                                         | Đường cao tốc Iksan–Pyeongtaek | Gudeok-ri, Wanggung-myeon, Iksan-si, Jeollabuk-do (Iksan JC)                      | Samjeong-ri, Anjung-eup, Pyeongtaek-si, Gyeonggi-do                              | 132,0 km  | Xem thêm: Đường cao tốc số 17 (Hàn Quốc)  |
| Đường cao tốc Pyeongtaek–Paju                                           | Anhwa-ri, Oseong-myeon, Pyeongtaek-si, Gyeonggi-do (Oseong IC)                                                                                   | Baekyeon-ri, Gunnae-myeon, Paju-si, Gyeonggi-do                                   | 109,7 km                                                                         |           | Xem thêm: Đường cao tốc số 17 (Hàn Quốc)  |
|                                                                         | Đường cao tốc Saemangeum–Pohang | Shimpo-ri, Jinbong-myeon, Gimje-si, Jeollabuk-do                                  | Uiam-ri, Gwangsan-myeon, Wanju-gun, Jeollabuk-do                                 | 55,1 km   |                                           |
| Uiam-ri, Gwangsan-myeon, Wanju-gun, Jeollabuk-do                        | Đường cao tốc Saemangeum–Pohang | Wolgang-ri, Janggye-myeon, Jangsu-gun, Jeollabuk-do (Jangsu JC)                   | 36,5 km                                                                          |           |                                           |
| Do-dong, Dong-gu, Daegu (Palgongsan TG)                                 | Đường cao tốc Saemangeum–Pohang | Dalyeon-ri, Heunghae-eup, Buk-gu, Pohang-si, Gyeongsangbuk-do (Pohang IC)         | 69,4 km                                                                          |           |                                           |
|                                                                         | Đường cao tốc Honam | Dongsan-ri, Seo-myeon, Suncheon-si, Jeollanam-do (W.Suncheon IC)                  | Gonae-ri, Yeonmu-eup, Nonsan-si, Chungcheongnam-do (Nonsan JC)                   | 194,2 km  | Xem thêm: Đường cao tốc số 25 (Hàn Quốc)  |
| Đường cao tốc Nonsan–Cheonan                                            | Gonae-ri, Yeonmu-eup, Nonsan-si, Chungcheongnam-do (Nonsan JC)                                                                                   | Cheonwon-ri, Mokcheon-eup, Dongnam-gu, Cheonan-si, Chungcheongnam-do (Cheonan JC) | 82,0 km                                                                          |           | Xem thêm: Đường cao tốc số 25 (Hàn Quốc)  |
|                                                                         | Đường cao tốc Suncheon–Wanju | Bokseong-ri, Haeryong-myeon, Suncheon-si, Jeollanam-do (E.Suncheon IC)            | Yongheung-ri, Yongjin-eup, Wanju-gun, Jeollabuk-do (Wanju JC)                    | 117,8 km  |                                           |
|                                                                         | Đường cao tốc Sejong–Pocheon | Habong-ri, Janggun-myeon, Sejong                                                  | Jangjuk-ri, Geumgwang-myeon, Anseong-si, Gyeonggi-do                             | 55,86 km  |                                           |
| Jangjuk-ri, Geumgwang-myeon, Anseong-si, Gyeonggi-do                    | Đường cao tốc Sejong–Pocheon | Topyeong-dong, Guri-si, Gyeonggi-do (S.Guri IC)                                   | 71,1 km                                                                          |           |                                           |
| Topyeong-dong, Guri-si, Gyeonggi-do (S.Guri IC)                         | Đường cao tốc Sejong–Pocheon | Pocheon, Gyeonggi-do (Sinbuk IC)                                                  | 50,6 km                                                                          |           |                                           |
|                                                                         | Đường cao tốc Seosan–Yeongdeok | Hwagok-ri, Daesan-eup, Seosan-si, Chungcheongnam-do                               | Namsan-ri, Yeongdeok-eup, Yeongdeok-gun, Gyeongsangbuk-do (Yeongdeok IC)         | 330,8 km  |                                           |
|                                                                         | Đường cao tốc Asan–Cheongju | Naengjeong-ri, Inju-myeon, Asan-si, Chungcheongnam-do                             | Jangdae-ri, Ochang-eup, Cheongwon-gu, Cheongju-si, Chungcheongbuk-do (Ochang JC) | 48,8 km   |                                           |
|                                                                         | Đường cao tốc Tongyeong–Daejeon | Dongdal-ri, Yongnam-myeon, Tongyeon-si, Gyeongsangnam-do (Tongyeong IC)           | Biryong-dong, Dong-gu, Daejeon (Biryong JC)                                      | 215,3 km  | Xem thêm: Đường cao tốc số 35 (Hàn Quốc)  |
| Đường cao tốc Jungbu                                                    | Seoksil-ri, Nam-myeon, Seowon-gu, Seowon-gu, Cheongju-si, Chungcheongbuk-do Seokgok-dong, Heungdeok-gu, Cheongju-si, Chungcheongbuk-do (Nami JC) | Chungung-dong, Hanam-si, Gyeonggi-do (Hanam JC)                                   | 117,2 km                                                                         |           | Xem thêm: Đường cao tốc số 35 (Hàn Quốc)  |
|                                                                         | Đường cao tốc Jungbu thứ hai | Pyogyori-ri, Majang-myeon, Icheon-si, Gyeonggi-do (Majang JC)                     | Sangsangok-dong, Hanam-si, Gyeonggi-do (Sangok JC)                               | 31,1 km   |                                           |
|                                                                         | Đường cao tốc Pyeongtaek–Jecheon | Gojan-ri, Cheongbuk-eup, Pyeongtaek-si, Gyeonggi-do (W.Pyeongtaek JC)             | Wolrim-ri, Geumseong-myeon, Jecheon-si, Chungcheongbuk-do (Jecheon JC)           | 127,4 km  |                                           |
|                                                                         | Đường cao tốc Jungbu Naeryuk | Jung-ri, Naeseo-eup, Masanhoewon-gu, Changwon-si, Gyeongsangnam-do (Naeseo JC)    | Asin-ri, Okcheon-myeon, Yangpyeong-gun, Gyeonggi-do (Yangpyeong IC)              | 301,7 km  |                                           |
|                                                                         | Đường cao tốc Yeongdong | Mansu-dong, Namdong-gu, Incheon                                                   | Songam-ri, Seongsan-myeon, Gangneung-si, Gangwon-do (Gangneung JC)               | 234,4 km  |                                           |
|                                                                         | Đường cao tốc Gwangju–Wonju | Neukhyeon-ri, Chowol-eup, Gwangju-si, Gyeonggi-do (Gyeonggi-Gwangju JC)           | Gahyeon-dong, Wonju-si, Gangwon-do (Wonju JC)                                    | 57,0 km   |                                           |
|                                                                         | Đường cao tốc Jungang | Samnak-dong, Sasang-gu, Busan (Samnak IC)                                         | Seoksa-dong, Chuncheon-si, Gangwon-do (Chuncheon IC)                             | 388,1 km  |                                           |
|                                                                         | Đường cao tốc Seoul–Yangyang | Godeok-dong, Gangdong-gu, Seoul (Gangil IC)                                       | Beomburi, Seo-myeon, Yangyang-gun, Gangwon (Yangyang JC)                         | 150,2 km  |                                           |
|                                                                         | Đường cao tốc Donghae | Jwa-dong, Haeundae-gu, Busan                                                      | Sangjik-ri, Ganggu-myeon, Yeongdeok-gun, Gyeongsangbuk-do                        | 131,8 km  |                                           |
| Sangmaengbang-ri, Geundeok-myeon, Samcheok-si, Gangwon-do (Geundeok IC) | Đường cao tốc Donghae | Nohak-dong, Sokcho-si, Gangwon-do (Sokcho IC)                                     | 122,6 km                                                                         |           |                                           |
|                                                                         | Đường cao tốc vành đai 1 vùng thủ đô | Sampyeong-dong, Bundang-gu, Seongnam-si, Gyeonggi-do (Pangyo JC)                  | Sampyeong-dong, Bundang-gu, Seongnam-si, Gyeonggi-do (Pangyo JC)                 | 128,0 km  |                                           |
|                                                                         | Đường cao tốc Namhae nhánh 1 | Mogok-ri, Sanin-myeon, Haman-gun, Gyeongsangnam-do (Sanin JC)                     | Yonggang-ri, Dong-eup, Uichang-gu, Changwon-si, Gyeongsangnam-do (Changwon JC)   | 17,9 km   |                                           |
|                                                                         | Đường cao tốc Namhae nhánh 2 | Bugok-dong, Gimhae-si, Gyeongsangnam-do (Nangjeong JC)                            | Gamjeon-dong, Sasang-gu, Busan (Sasang IC)                                       | 20,6 km   |                                           |
|                                                                         | Đường cao tốc Namhae nhánh 3 | Nammun-dong, Jinhae-gu, Changwon-si, Gyeongsangnam-do (Sinhang IS)                | Sanbon-ri, Jinrye-myeon, Gimhae-si, Gyeongsangnam-do (Jillye JC)                 | 15,3 km   |                                           |
|                                                                         | Đường cao tốc Gyeongin thứ hai | Unseo-dong, Jung-gu, Incheon (Airport New Town JC)                                | Yeosu-dong, Jungwon-gu, Seongnam-si, Gyeonggi-do (Yeosu-daero)                   | 70,0 km   |                                           |
|                                                                         | Đường cao tốc Gyeongin | Gajeong-dong, Seo-gu, Incheon (W.Incheon IC)                                      | Sinwol-dong, Yangcheon-gu, Seoul (Sinwol IC)                                     | 13,4 km   |                                           |
|                                                                         | Đường cao tốc sân bay Quốc tế Incheon | Unseo-dong, Jung-gu, Incheon (Sân bay Quốc tế Incheon)                            | Gangmae-dong, Deogyang-gu, Goyang-si, Gyeonggi-do (Buk-ro JC)                    | 36,5 km   |                                           |
|                                                                         | Đường cao tốc Seocheon–Gongju | Okpo-ri, Hwayang-myeon, Seocheon-gun, Chungcheongnam-do (E.Seocheon IC)           | Bangmun-ri, Wooseong-myeon, Gongju-si, Chungcheongnam-do (Gongju JC)             | 61,4 km   |                                           |
|                                                                         | Đường cao tốc Pyeongtaek–Siheung | Gojan-ri, Cheongbuk-eup, Pyeongtaek-si, Gyeonggi-do (W.Pyeongtaek JC)             | Geomo-dong, Siheung-si, Gyeonggi-do (Gunja JC)                                   | 40,3 km   |                                           |
|                                                                         | Đường cao tốc Osan–Hwaseong | Seorang-dong, Osan-si, Gyeonggi-do (W.Osan JC)                                    | Anyeong-dong, Hwaseong-si, Gyeonggi-do (Annyeong IC)                             | 2,5 km    | Xem thêm: Đường cao tốc số 171 (Hàn Quốc) |
| Đường cao tốc Yongin–Seoul                                              | Yeongdeok-dong, Giheung-gu, Yongin-si, Gyeonggi-do (Heungdeok IC)                                                                                | Naegok-dong, Seocho-gu, Seoul (Heolleung IC)                                      | 22,9 km                                                                          |           | Xem thêm: Đường cao tốc số 171 (Hàn Quốc) |
| 173                                                                     | Đường cao tốc nhánh Iksan–Pyeongtaek | Gwon-gwan-ri, Hyeondeok-myeon, Pyeongtaek-si, Gyeonggi-do                         | Heegok-ri, Poseung-eup, Pyeongtaek-si, Gyeonggi-do                               | 5,7 km    |                                           |
|                                                                         | Đường cao tốc nhánh Saemangeum–Pohang (Pohang)                                                                                                   | Hyeonnae-ri, Gigi-myeon, Buk-gu, Pohang-si, Gyeongsangbuk-do                      | Yonghan-ri, Heunghae-eup, Buk-gu, Pohang-si, Gyeongsangbuk-do                    | 24,0 km   |                                           |
| 204                                                                     | Đường cao tốc nhánh Saemangeum–Pohang (Iksan–Wanju)                                                                                              | Gudeok-ri, Wanggung-myeon, Iksan-si, Jeollabuk-do (Iksan JC)                      | Uiam-ri, Gwangsan-myeon, Wanju-gun, Jeollabuk-do (Sanggwan JC)                   | 24,5 km   |                                           |
|                                                                         | Tuyến nhánh đường cao tốc Honam | Gonae-ri, Yeonmu-eup, Nonsan-si, Chungcheongnam-do (Nonsan JC)                    | Sindae-dong, Daedeok-gu, Daejeon                                                 | 54,0 km   |                                           |
|                                                                         | Đường cao tốc Gochang–Damyang | Yeji-ri, Gosu-myeon, Gochang-gun, Jeollabuk-do (Gochang JC)                       | Unam-ri, Daedeok-myeon, Damyang-gun, Jeollanam-do                                | 42,5 km   |                                           |
| 255                                                                     | Đường cao tốc Gangjin–Gwangju | Hyeonsan-ri, Jakcheon-myeon, Gangjin-gun, Jeollanam-do                            | Byeokjin-dong, Seo-gu, Gwangju                                                   | 51,1 km   |                                           |
| 292                                                                     | Tuyến nhánh Osong đường cao tốc Sejong–Pocheon                                                                                                   | Bodeok-ri, Jeondong-myeon, Sejong                                                 | Gongbuk-ri, Osong-eup, Heungdeok-gu,Cheongju-si, Chungcheongbuk-do               | 6,2 km    |                                           |
|                                                                         | Đường cao tốc vành đai phía Nam Daejeon | Wonnae-dong, Yuseong-gu, Daejeon (W.Daejeon JC)                                   | Biryong-dong, Dong-gu, Daejeon (Biryong JC)                                      | 20,9 km   |                                           |
|                                                                         | Đường cao tốc Sangju–Yeongcheon | Seunggok-ri, Nakdong-myeon, Sangju-si, Gyeongsangbuk-do (Nakdong JC)              | Impo-ri, Bugan-myeon, Yeongcheon-si, Gyeongsangbuk-do (Yeongcheon JC)            | 93,9 km   |                                           |
|                                                                         | Đường cao tốc vành đai 2 vùng thủ đô | Ssangsong-ri, Mado-myeon, Hwaseong-si, Gyeonggi-do (Mado JC)                      | Yongdam-ri, Sanbuk-myeon, Yeoju-si, Gyeonggi-do                                  | 82,27 km  |                                           |
| Ssangsong-ri, Mado-myeon, Hwaseong-si, Gyeonggi-do (Mado JC)            | Đường cao tốc vành đai 2 vùng thủ đô | Seonggok-dong, Danwon-gu, Ansan-si, Gyeonggi-do (S.Ansan JC)                      | 13,5 km                                                                          |           |                                           |
| Seonggok-dong, Danwon-gu, Ansan-si, Gyeonggi-do (S.Ansan JC)            | Đường cao tốc vành đai 2 vùng thủ đô | Jeongwang-dong, Siheung-si, Gyeonggi-do (Sihwa JC)                                | 2,4 km                                                                           |           |                                           |
| Sinheung-dong 3-ga, Jung-gu, Incheon (Namhang IS)                       | Đường cao tốc vành đai 2 vùng thủ đô | Dosa-ri, Tongjin-eup, Gimpo-si, Gyeonggi-do (W.Gimpo-Tongjin IC)                  | 28,5 km                                                                          |           |                                           |
| Heungsin-ri, Yangchon-eup, Gimpo-si, Gyeonggi-do (W.Gimpo-Tongjin IC)   | Đường cao tốc vành đai 2 vùng thủ đô | Bugok-ri, Paju-eup, Paju-si, Gyeonggi-do                                          | 25,4 km                                                                          |           |                                           |
| Bugok-ri, Paju-eup, Paju-si, Gyeonggi-do                                | Đường cao tốc vành đai 2 vùng thủ đô | Hoeam-dong, Yangju-si, Gyeonggi-do (Yangju IC)                                    | 24,8 km                                                                          |           |                                           |
| Hoeam-dong, Yangju-si, Gyeonggi-do (Yangju IC)                          | Đường cao tốc vành đai 2 vùng thủ đô | Mubong-ri, Soheul-eup, Pocheon-si, Gyeonggi-do (Soheul JC)                        | 6,0 km                                                                           |           |                                           |
| Mubong-ri, Soheul-eup, Pocheon-si, Gyeonggi-do (Soheul JC)              | Đường cao tốc vành đai 2 vùng thủ đô | Asin-ri, Okcheon-myeon, Yangpyeong-gun, Gyeonggi-do (Yangpyeong IC)               | 46,5 km                                                                          |           |                                           |
|                                                                         | Đường cao tốc nhánh Jungbu Naeryuk | Ji-ri, Hyeonpung-eup, Dalseong-gun, Daegu (Hyeonpung JC)                          | Geumho-dong, Buk-gu, Daegu (Geumho JC)                                           | 30,0 km   |                                           |
|                                                                         | Đường cao tốc vành đai Gwangju | Songchi-dong, Gwangsan-gu, Gwangju (S.Gwangsan IC)                                | Bunhyang-ri, Nam-myeon, Jangseong-gun, Jeollanam-do (S.Jangseong JC)             | 10,3 km   |                                           |
|                                                                         | Đường cao tốc nhánh Jungang | Samandong, Gimhae-si, Gyeongsangnam-do (Gimhae JC)                                | Nambu-dong, Yangsan-si, Gyeongsangnam-do (Yangsan JC)                            | 18,1 km   |                                           |
|                                                                         | Đường cao tốc vành đai Busan | Udong-ri, Jinyeong-eup, Gimhae-si, Gyeongsangnam-do (Jinyeong JC)                 | Hwajeon-ri, Ilgwang-myeon, Gijang-gun, Busan (Gijang JC)                         | 48,8 km   |                                           |
|                                                                         | Đường cao tốc vành đai Daegu | Daecheon-dong, Dalseo-gu, Daegu (Dalseo IC)                                       | Sangmae-dong, Dong-gu, Daegu (Yulam TG)                                          | 32,91 km  |                                           |

### Danh sách đánh số đến năm 2001
Việc đánh số cho các tuyến đường cao tốc ở Hàn Quốc đã thay đổi vào năm 2001. Trước năm 2001, các con đường được đánh số theo thứ tự phê duyệt (mặc dù không hoàn toàn giống nhau). Danh sách bên dưới liệt kê cách đánh số cũ.
| Trước khi thay đổi | Trước khi thay đổi                          | Trước khi thay đổi                                    | Sau khi thay đổi | Sau khi thay đổi                        | Sau khi thay đổi                                     | Sau khi thay đổi                                                            | Ghi chú |
| Số tuyến           | Tên                                         | Phần                                                  | Số tuyến         | Tên                                     | Điểm bắt đầu                                         | Điểm kết thúc                                                               | Ghi chú |
| ------------------ | ------------------------------------------- | ----------------------------------------------------- | ---------------- | --------------------------------------- | ---------------------------------------------------- | --------------------------------------------------------------------------- | --- |
| 1                  | Đường cao tốc Gyeongbu                      | Phía Nam cầu Hannam ~ Điểm cuối Guseo-dong            | 1                | Đường cao tốc Gyeongbu                  | Guseo-dong, Geumjeong-gu, Busan                      | Apgujeong-dong, Gangnam-gu, Seoul                                           | |
| 6                  | Đường cao tốc Namhae                        | Điểm cuối Deokcheon-dong ~ Suncheon IC                | 10               | Đường cao tốc Namhae                    | Deokcheon-dong, Buk-gu, Busan                        | Seo-myeon, Suncheon-si, Jeollanam-do                                        | Bao gồm đoạn Đường cao tốc Namhae nhánh 1 hiện tại                                                                                              |
| 9                  | Đường cao tốc Olympic 88                    | Okpo JC ~ Goseo JC                                    | 12               | Đường cao tốc Olympic 88                | Goseo-myeon, Damyang-gun, Jeollanam-do               | Okpo-eup, Dalseong-gu, Daegu                                                | Đường cao tốc Gwangju–Daegu ngày nay |
| 3-2                | Đường cao tốc vành đai ngoài Gwangju        | Jangseong JC ~ Daedeok JC                             | 14               | Đường cao tốc Gochang–Damyang           | Gosu-myeon, Gochang-gun, Jeollabuk-do                | Daedeok-myeon, Damyang-gun, Jeollanam-do                                    | Mở rộng tuyến và đổi tên tuyến |
| 11                 | Đường cao tốc Seohaean                      | Mokpo IC ~ Ansan JC                                   | 15               | Đường cao tốc Seohaean                  | Samhyang-eup, Muan-gun, Jeollanam-do                 | Soha 1-dong, Gwangmyeong-si, Gyeonggi-do và Gasan-dong, Geumcheon-gu, Seoul | Hợp nhất và phân chia các tuyến đường |
| 16                 | Đường cao tốc Seoul ~ Ansan                 | Geumcheon IC ~ Ansan JC                               | 15               | Đường cao tốc Seohaean                  | Samhyang-eup, Muan-gun, Jeollanam-do                 | Soha 1-dong, Gwangmyeong-si, Gyeonggi-do và Gasan-dong, Geumcheon-gu, Seoul | Hợp nhất và phân chia các tuyến đường |
| 8                  | Đường cao tốc Ulsan                         | Eonyang JC ~ Ulsan IC                                 | 16               | Đường cao tốc Ulsan                     | Eonyang-eup, Ulju-gun, Ulsan                         | Mugeo-dong, Nam-gu, Ulsan                                                   | |
| 25                 | Đường cao tốc Gongju ~ Seocheon             | W.Gongju JC ~ E.Seocheon JC                           | 17               | Đường cao tốc Seocheon–Gongju           | Gisan-myeon, Seocheon-gun, Chungcheongnam-do         | Wooseong-myeon, Gongju-si, Chungcheongnam-do                                | Thay đổi tên tuyến đường |
| 26                 | Đường cao tốc Iksan ~ Jangsu                | Iksan JC ~ Jangsu JC                                  | 20               | Đường cao tốc Iksan–Pohang              | Wanggung-myeon, Iksan-si, Jeollabuk-do               | Yeonil-eup, Pohang-si, Gyeongsangbuk-do                                     | Hợp nhất và mở rộng tuyến đường Hiện nay là Đường cao tốc nhánh Saemangeum–Pohang (Iksan–Wanju) và một phần của Đường cao tốc Saemangeum–Pohang |
| 27                 | Đường cao tốc Gimcheon ~ Pohang             | Hwasan JC ~ Pohang IC                                 | 20               | Đường cao tốc Iksan–Pohang              | Wanggung-myeon, Iksan-si, Jeollabuk-do               | Yeonil-eup, Pohang-si, Gyeongsangbuk-do                                     | Hợp nhất và mở rộng tuyến đường Hiện nay là Đường cao tốc nhánh Saemangeum–Pohang (Iksan–Wanju) và một phần của Đường cao tốc Saemangeum–Pohang |
| 27-2               | Tuyến nhánh đường cao tốc Gimcheon ~ Pohang | Dodong JC ~ Hwasan JC                                 | 20               | Đường cao tốc Iksan–Pohang              | Wanggung-myeon, Iksan-si, Jeollabuk-do               | Yeonil-eup, Pohang-si, Gyeongsangbuk-do                                     | Hợp nhất và mở rộng tuyến đường Hiện nay là Đường cao tốc nhánh Saemangeum–Pohang (Iksan–Wanju) và một phần của Đường cao tốc Saemangeum–Pohang |
| 27                 | Đường cao tốc Gimcheon ~ Pohang             | Bongsan JC ~ Hwasan JC                                | 22               | Đường cao tốc Gimcheon–Yeongcheon       | Apo-eup, Gimcheon-si, Gyeongsangbuk-do               | Hwasan-myeon, Yeongcheon-si, Gyeongsangbuk-do                               | Phân tuyến |
| 3                  | Đường cao tốc Honam                         | Suncheon IC ~ Nonsan JC                               | 25               | Đường cao tốc Honam                     | Seomyeon, Suncheon, Jeollanam-do                     | Yeonmu-eup, Nonsan-si, Chungcheongnam-do                                    | Phân tuyến |
| 21                 | Đường cao tốc Cheonan ~ Nonsan              | Cheonan JC ~ Nonsan JC                                | 25               | Đường cao tốc Nonsan–Cheonan            | Yeonmu-eup, Nonsan-si, Chungcheongnam-do             | Mokcheon-myeon, Cheonan-si, Chungcheongnam-do                               | Thay đổi tên tuyến |
| 22                 | Đường cao tốc Daejeon ~ Dangjin             | Yuseong JC ~ Dangjin JC                               | 30               | Đường cao tốc Dangjin–Sangju            | Dangjin-eup, Dangjin-gun, Chungcheongnam-do          | Nakdong-myeon, Sangju-si, Gyeongsangbuk-do                                  | Hợp nhất và mở rộng tuyến đường Một phần của Đường cao tốc Seosan–Yeongdeok                                                                     |
| 23                 | Đường cao tốc Cheongju ~ Sangju             | Cheongju JC ~ Sangju JC                               | 30               | Đường cao tốc Dangjin–Sangju            | Dangjin-eup, Dangjin-gun, Chungcheongnam-do          | Nakdong-myeon, Sangju-si, Gyeongsangbuk-do                                  | Hợp nhất và mở rộng tuyến đường Một phần của Đường cao tốc Seosan–Yeongdeok                                                                     |
| 17                 | Đường cao tốc Daejeon ~ Tongyeong           | Sannae JC ~ Tongyeong IC                              | 35               | Đường cao tốc Daejeon–Tongyeong         | Yongnam-myeon, Tongyeong-si, Gyeongsangnam-do        | Daedeok-gu, Daejeon                                                         | Đường cao tốc Tongyeong–Daejeon ngày nay |
| 10                 | Đường cao tốc Jungbu                        | Hanam JC ~ Nami JC                                    | 35               | Đường cao tốc Jungbu                    | Nam-myeon, Cheongwon-gun, Chungcheongbuk-do          | Deokpung-dong, Hanam-si, Gyeonggi-do                                        | |
| 10-2               | Đường cao tốc Jungbu thứ hai                | Sangok JC ~ Majang JC                                 | 37               | Đường cao tốc Jungbu thứ hai            | Majang-myeon, Icheon-si, Gyeonggi-do                 | Sangsangok-dong, Hanam-si, Gyeonggi-do                                      | |
| 24                 | Đường cao tốc Pyeongtaek–Eumseong           | W.Pyeongtaek JC ~ Daeso JC                            | 40               | Đường cao tốc Pyeongtaek–Eumseong       | Cheongbuk-myeon, Pyeongtaek-si, Gyeonggi-do          | Daeso-myeon, Eumseong-gun, Chungcheongbuk-do                                | Một phần của Đường cao tốc Pyeongtaek–Jecheon hiện tại                                                                                          |
| 7                  | Đường cao tốc Guma                          | Hyeonpung JC ~ Naeseo JC                              | 45               | Đường cao tốc Jungbu Naeryuk            | Naeseo-eup, Masan-si, Gyeongsangnam-do               | Okcheon-myeon, Yangpyeong-gun, Gyeonggi-do                                  | Hợp nhất và mở rộng tuyến đường |
| 18                 | Đường cao tốc Jungbu Naeryuk                | Yeoju JC ~ Hyeonpung JC                               | 45               | Đường cao tốc Jungbu Naeryuk            | Naeseo-eup, Masan-si, Gyeongsangnam-do               | Okcheon-myeon, Yangpyeong-gun, Gyeonggi-do                                  | Hợp nhất và mở rộng tuyến đường |
| 11                 | Đường cao tốc Seohaean                      | Seochang JC ~ Ansan JC                                | 50               | Đường cao tốc Yeongdong                 | Mansu-dong, Namdong-gu, Incheon                      | Seongsan-myeon, Gangneung-si, Gangwon-do                                    | Hợp nhất tuyến đường |
| 12                 | Đường cao tốc Singal ~ Ansan                | Singal JC ~ Ansan JC                                  | 50               | Đường cao tốc Yeongdong                 | Mansu-dong, Namdong-gu, Incheon                      | Seongsan-myeon, Gangneung-si, Gangwon-do                                    | Hợp nhất tuyến đường |
| 4                  | Đường cao tốc Yeongdong                     | Singal JC ~ Gangneung JC                              | 50               | Đường cao tốc Yeongdong                 | Mansu-dong, Namdong-gu, Incheon                      | Seongsan-myeon, Gangneung-si, Gangwon-do                                    | Hợp nhất tuyến đường |
| 19                 | Đường cao tốc Busan ~ Daegu                 | Samrak IC ~ E.Daegu JC                                | 55               | Đường cao tốc Jungang                   | Samnakdong, Sasang-gu, Busan                         | Dongnae-myeon, Chuncheon-si, Gangwon-do                                     | Hợp nhất tuyến đường |
| 14                 | Đường cao tốc Jungang                       | Geumho JC ~ Điểm cuối Chuncheon                       | 55               | Đường cao tốc Jungang                   | Samnakdong, Sasang-gu, Busan                         | Dongnae-myeon, Chuncheon-si, Gangwon-do                                     | Hợp nhất tuyến đường |
| 28                 | Đường cao tốc Busan ~ Ulsan                 | Điểm Busan ~ Ulsan JC                                 | 65               | Đường cao tốc Donghae                   | Songjeongdong, Haeundae-gu, Busan                    | Sokcho-si, Gangwon-do                                                       | Hợp nhất và mở rộng tuyến đường |
| 5                  | Đường cao tốc Donghae                       | Sokcho IC ~ Donghae IC                                | 65               | Đường cao tốc Donghae                   | Songjeongdong, Haeundae-gu, Busan                    | Sokcho-si, Gangwon-do                                                       | Hợp nhất và mở rộng tuyến đường |
| 101                | Đường cao tốc vành đai ngoài Seoul          | Pangyo JC ~ Pangyo JC                                 | 100              | Đường cao tốc vành đai ngoài Seoul      | Sampyeong-dong, Bundang-gu, Seongnam-si, Gyeonggi-do | Sampyeong-dong, Bundang-gu, Seongnam-si, Gyeonggi-do                        | Hiện nay là Đường cao tốc vành đai 1 vùng thủ đô                                                                                                |
| 6-3                | Đường cao tốc bên ngoài Masan               | Sanin JC ~ Changwon JC                                | 102              | Đường cao tốc bên ngoài Masan           | Sanin-myeon, Haman-gun, Gyeongsangnam-do             | Dong-eup, Changwon-si, Gyeongsangnam-do                                     | Một phần của Đường cao tốc Namhae hiện tại |
| 6-2                | Đường cao tốc Namhae nhánh 2                | Sasang IC ~ Naengjeong JC                             | 104              | Đường cao tốc Namhae nhánh 2            | Juchon-myeon, Gimhae-si, Gyeongsangnam-do            | Gamjeon-dong, Sasang-gu, Busan                                              | |
| 11                 | Đường cao tốc Seohaean                      | Seochang JC ~ Neunghae IC                             | 110              | Đường cao tốc Gyeongin thứ hai          | Jung-gu, Incheon                                     | Seoksu-dong, Anyang-si, Gyeonggi-do                                         | Hợp nhất tuyến đường |
| 15                 | Đường cao tốc Gyeongin thứ hai              | Sammak IC ~ Seochang JC                               | 110              | Đường cao tốc Gyeongin thứ hai          | Jung-gu, Incheon                                     | Seoksu-dong, Anyang-si, Gyeonggi-do                                         | Hợp nhất tuyến đường |
| 2                  | Đường cao tốc Gyeongin                      | Sinwol IC ~ Incheon IC                                | 120              | Đường cao tốc Gyeongin                  | Yonghyeon-dong, Nam-gu, Incheon                      | Sinwoldong, Yangcheon-gu, Seoul                                             | |
| 20                 | Đường cao tốc sân bay Quốc tế Incheon       | Bukro JC ~ Yongyu/Muui IC                             | 130              | Đường cao tốc sân bay Quốc tế Incheon   | Unseo-dong, Jung-gu, Incheon                         | Gangmae-dong, Goyang-si, Gyeonggi-do                                        | |
| 3                  | Đường cao tốc Honam                         | Yeonmu-eup, Nonsan-si, Chungcheongnam-do ~ Hoedeok JC | 251              | Đường cao tốc nhánh Honam               | Yeonmu-eup, Nonsan-si, Chungcheongnam-do             | Sindae-dong, Daedeok-gu, Daejeon                                            | Phân tuyến |
| 13                 | Đường cao tốc vành đai phía Nam Daejeon     | W.Daejeon JC ~ Biryong JC                             | 300              | Đường cao tốc vành đai phía Nam Daejeon | Wonnae-dong, Yuseong-gu, Daejeon                     | Biryong-dong, Dong-gu, Daejeon                                              | |
| 7                  | Đường cao tốc Guma                          | Geumho JC ~ Hyeonpung JC                              | 451              | Đường cao tốc Guma                      | Hyeonpung-myeon, Dalseong-gun, Daegu                 | Geumho-dong, Buk-gu, Daegu                                                  | Phân tuyến Hiện nay là Đường cao tốc nhánh Jungbu Naeryuk                                                                                       |
| 19-2               | Tuyến nhánh đường cao tốc Busan ~ Daegu     | Daedong JC ~ Yangsan JC                               | 551              | Đường cao tốc nhánh Jungang             | Daedong-myeon, Gimhae-si, Gyeongsangnam-do           | Jungbu-dong, Yangsan-si, Gyeongsangnam-do                                   | Thay đổi tên tuyến đường |

## Di chuyển vào vùng bị hạn chế

### Hạn chế xe máy

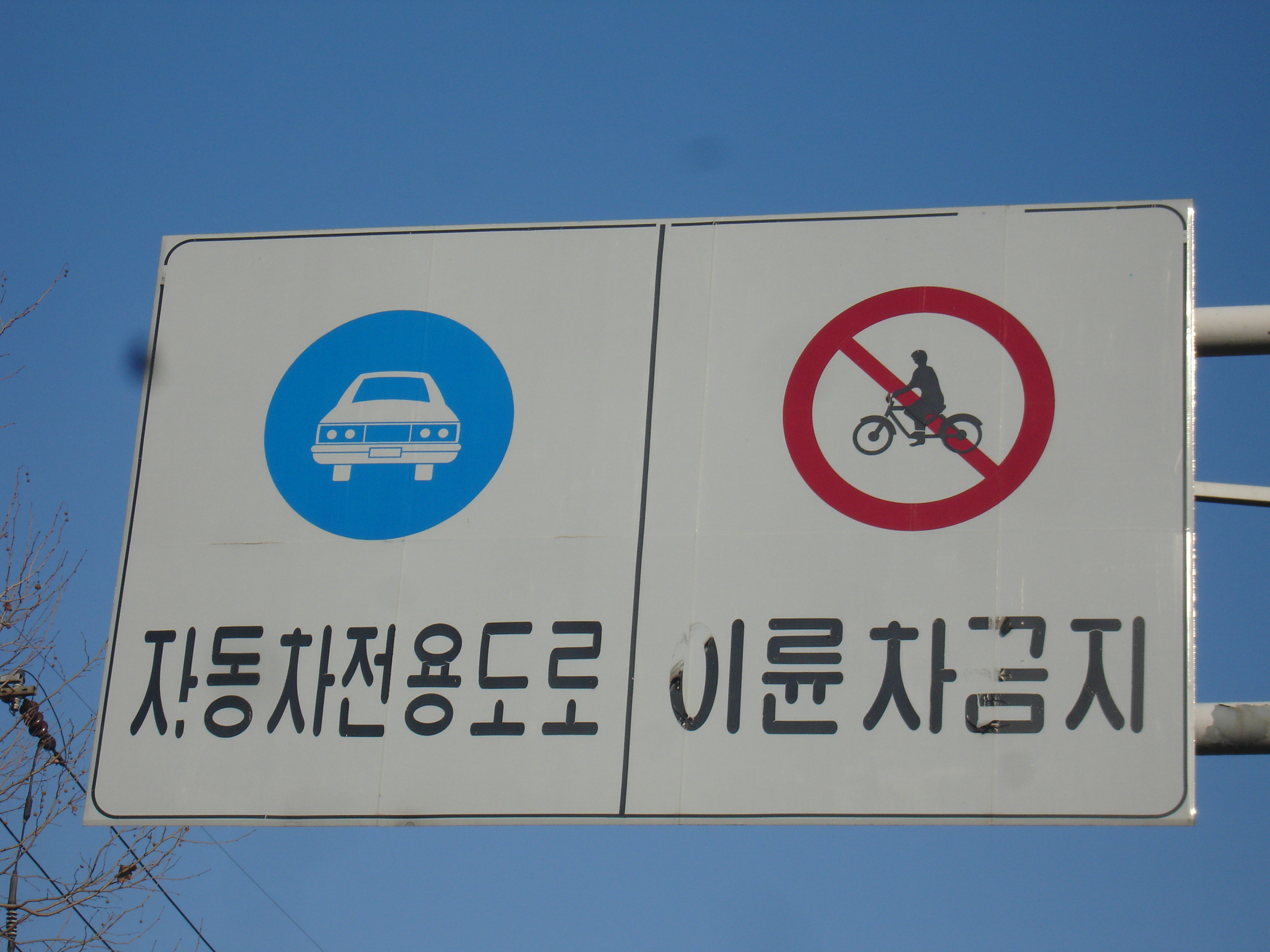
Biển báo trên cao tại lối vào đường cao tốc của Hàn Quốc báo hiệu "Đường dành riêng cho ô tô, cấm xe máy đi vào"

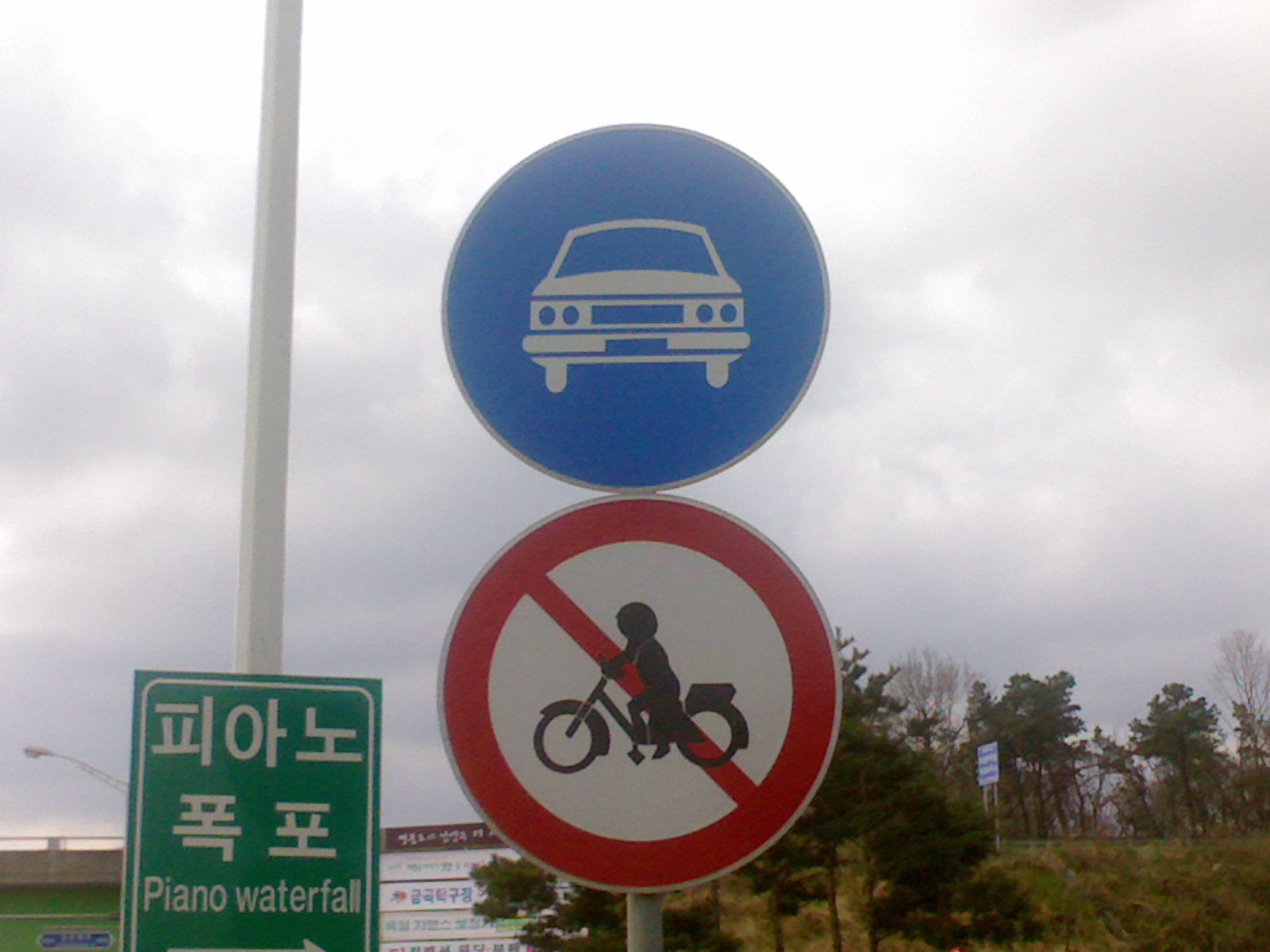
Biển báo tại lối vào đường cao tốc của Hàn Quốc báo hiệu "Đường dành riêng cho ô tô, cấm xe máy đi vào"

Kể từ ngày 1 tháng 6 năm 1972, tất cả xe máy không phân biệt dung tích xi lanh (ngoại trừ xe mô tô của cảnh sát) đều bị cấm lái trên đường cao tốc ở Hàn Quốc. Trước năm 1972, xe máy có dung tích xi lanh lớn hơn 250 phân khối được phép đi trên đường cao tốc.
Kể từ ngày 15 tháng 3 năm 1992, tất cả xe máy (trừ mô tô của cảnh sát) đã bị cấm trên một số con đường khác chỉ dành cho xe cơ giới. Những con đường này được báo hiệu bằng một biển báo hình tròn nền màu xanh lam có hình ô tô màu trắng ở giữa; và một biển báo hình tròn viền đỏ nền trắng có hình người đi xe máy màu đen bị gạch chéo ở giữa.

## Thư viện

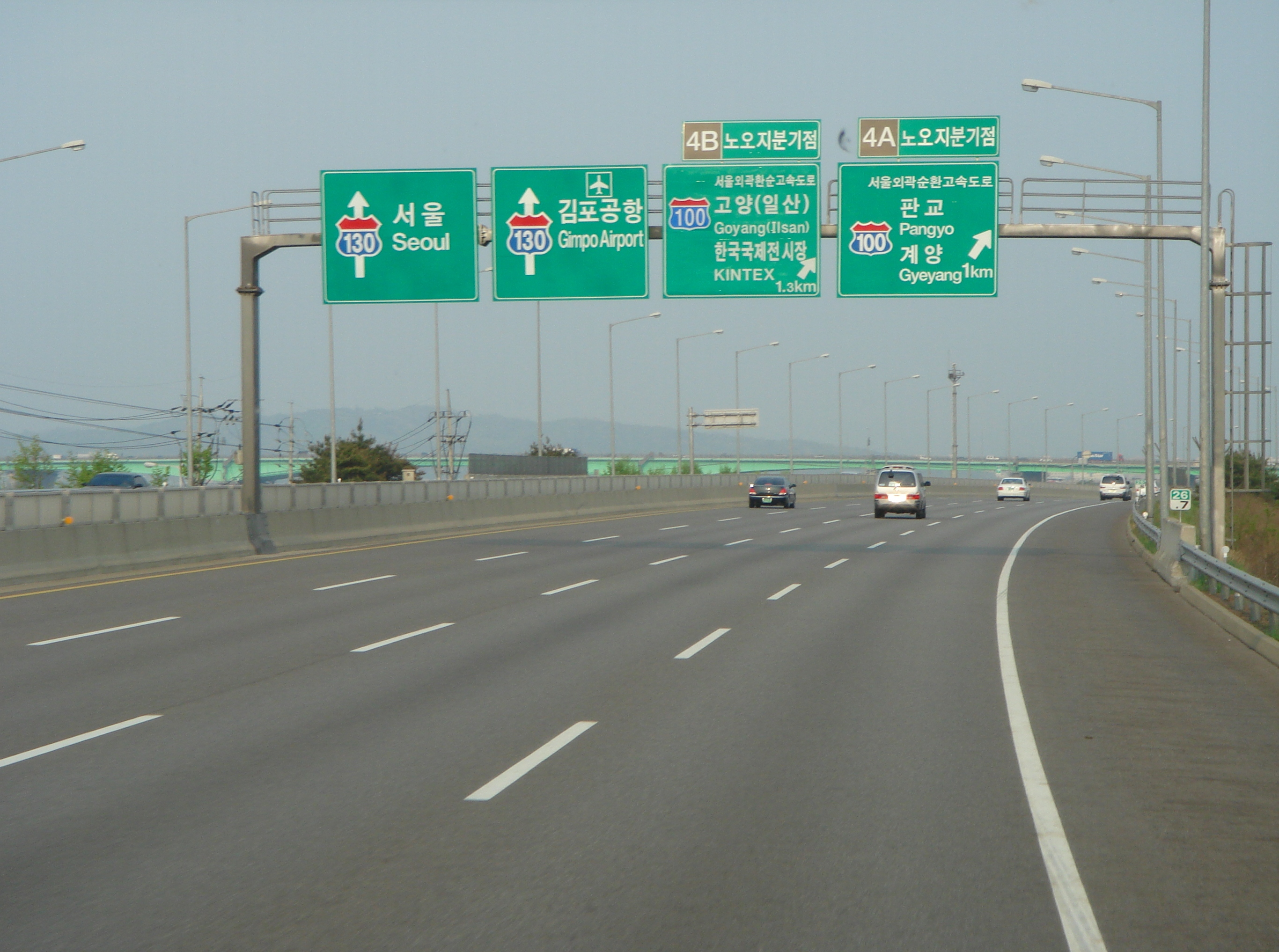
Đến Seoul từ Sân bay Incheon trên tuyến đường cao tốc sân bay quốc tế Incheon
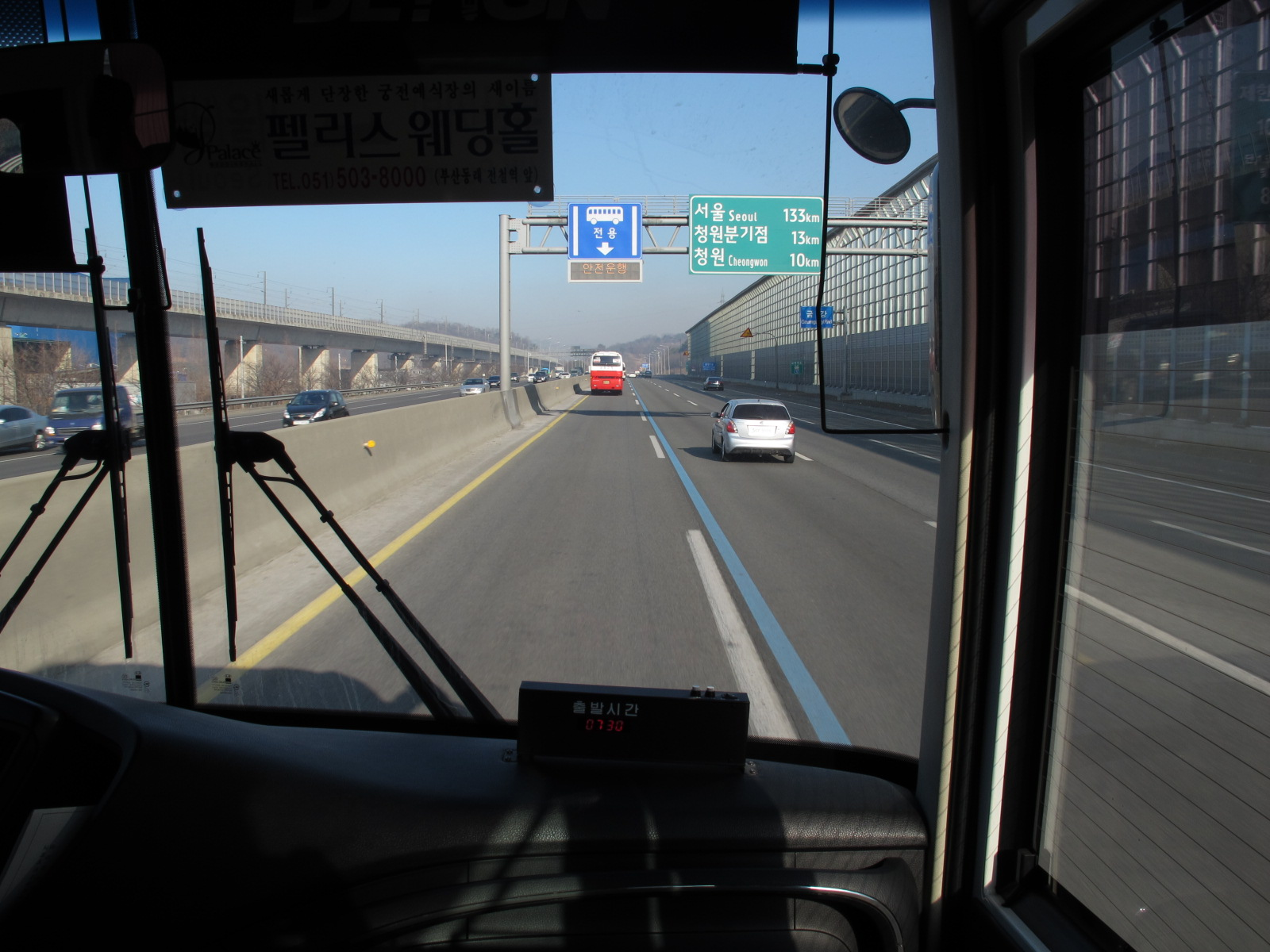
Làn đường dành riêng cho xe buýt được sơn vạch kẻ màu xanh trên đường cao tốc Gyeongbu ở Hàn Quốc